# نولانویل (تگزاس)
نولانویل، تگزاس (به انگلیسی: Nolanville, Texas) یک شهر در ایالات متحده آمریکا با جمعیت ۲٬۱۵۰ نفر است که در تگزاس واقع شده‌است.

## موقعیت جغرافیایی
موقعیت جغرافیایی شهرها و مناطق اطراف به شرح زیر است: